# Эндьюранс (экспедиционное судно)
«Эндьюранс» (англ. Endurance) — трехмачтовая баркентина, один из двух кораблей, которые приняли участие в Имперской трансантарктической экспедиции.
21 февраля 1915 года «Эндьюранс» оказался в самой южной точке своего пути — 76°58' ю. ш., затем начал дрейфовать на север. Уже в апреле начались подвижки льда.

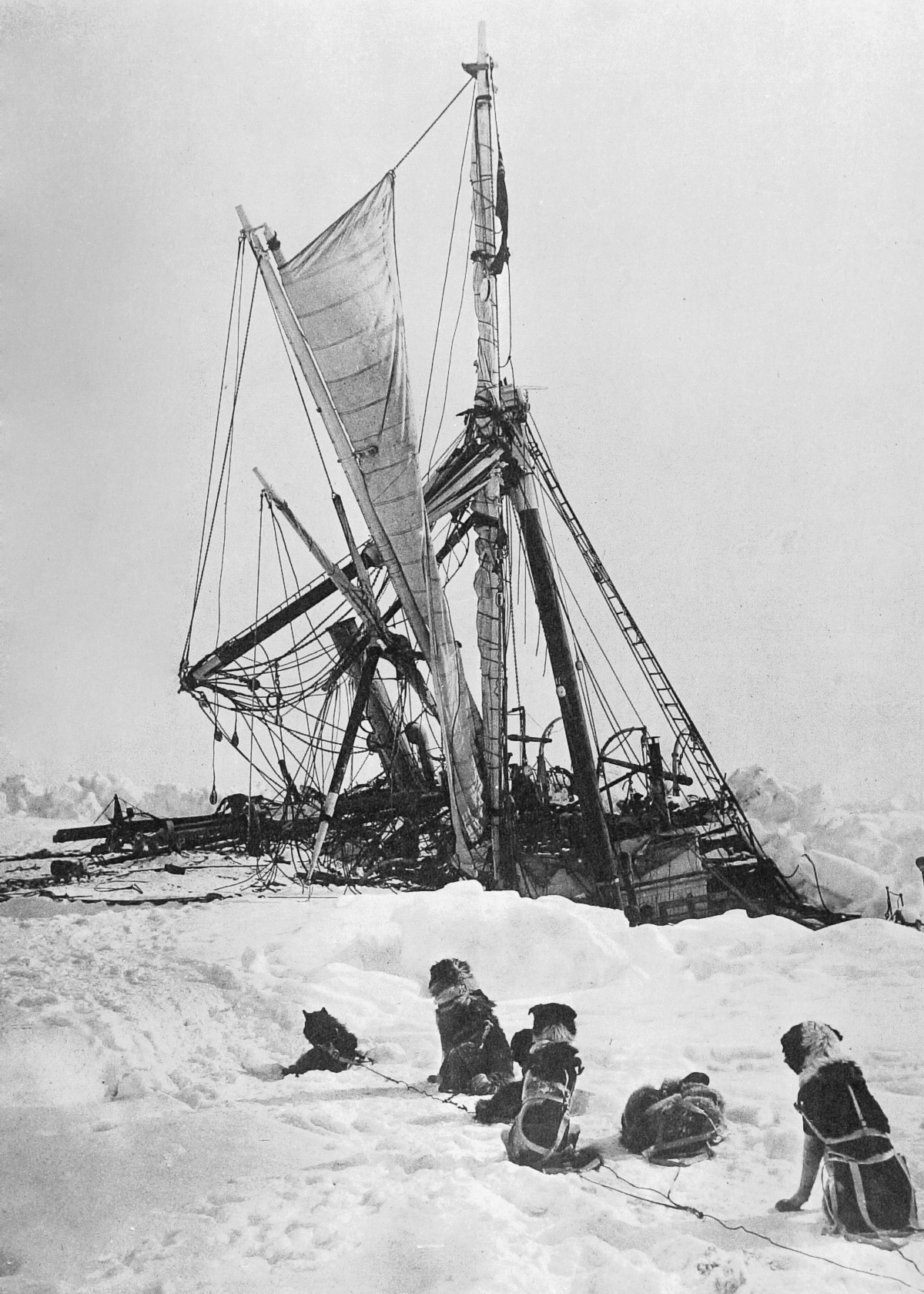
Разбитый «Эндьюранс» во льдах

30 сентября «Эндьюранс» перенёс тяжелейшие ледовые сжатия за всё время экспедиции. 24 октября сильный напор льдов со штирборта привёл к разрушению деревянной конструкции и образованию пробоины. На лёд были выгружены припасы и три шлюпки. Трое суток команда боролась за жизнь корабля, откачивая из трюмов воду при −27 °C и пытаясь подвести пластырь. 27 октября Шеклтон распорядился начать эвакуацию на лёд. Судно находилось в точке 69°05’ ю. ш., 51°30’ з. д. Обломки держались на плаву ещё несколько недель, что позволило извлечь множество оставленных вещей.
Спустя 107 лет, 9 марта 2022 года, было объявлено, что затонувшее судно «Эндьюранс», которое теперь объявлено охраняемым историческим местом и памятником в соответствии с Договором об Антарктике, было найдено на глубине 3008 метров в «удивительно хорошем состоянии».